# Tcpmux
TCPMUX (англ. TCP Port Service Multiplexer) — сетевой протокол для связи множества служб через один порт. Регламентирован документом RFC 1078.

## Описание
Клиент, связавшись с удалённым хостом через порт 1, посылает имя службы (регистронезависимый набор символов) и символ <CRLF> ("перевод строки и возврат каретки"). Сервер отвечает положительным (символ «+») или отрицательным (символ «-») подтверждением, за которым следует дополнительное поясняющее сообщение и символ <CRLF>. Если ответ был положительным, указанный протокол запускается; в противном случае соединение закрывается.
Имя HELP зарезервировано. В ответ на такой запрос сервер выдаст многострочное сообщение, содержащее список имён поддерживаемых служб (одно имя на строку), и закроет соединение.

## Проблема безопасности
Использование TCPMUX на сервере позволит злоумышленнику легко обнаружить запущенные сервисы, как через команду "HELP", так и путём последовательного перебора множества сервисов. При этом он достигает того же результата, что и при последовательном сканировании портов сервера. Поскольку TCPMUX позволяет использовать любой из доступных сервисов через порт с номером 1, этот протокол существенно затрудняет применение традиционных (использующих номера портов) правил брандмауэра для ограничения доступа с определённых (или всех) хостов к определённым сервисам.